# Coplan își asumă riscul
Coplan își asumă riscul (titlul original: în franceză Coplan prend des risques) este un film dramatic de spionaj, coproducție franco-italo-belgiană, realizat în 1964 de regizorul Maurice Labro, după romanul Étau sans pitié al scriitorului Paul Kenny, protagoniști fiind actorii Dominique Paturel, Virna Lisi, André Weber și Jacques Balutin.

## Rezumat
Într-o fabrică franceză care lucrează pentru Apărarea Națională a Franței, un angajat fură un prototip. Agentul SDECE FX-18 Francis Coplan este trimis să se ocupe de caz.

## Distribuție
- Dominique Paturel – Francis Coplan
- Virna Lisi – Ingrid
- André Weber – Legay
- Jacques Balutin – Fondane
- Yvonne Clech – doamna Rochon
- Guy Kerner – Rochon
- Roger Dutoit – Bianco
- Charles Bouillaud
- Henri Desagneaux
- Eugène Deckers – omul principal a lui Bianco
- Tommy Duggan – Stratton
- Henri Lambert – Scarpelli
- Margo Lion – doamna Slasinska
- Jacques Monod – bătrânul
- André Valmy – Pelletier
- Albert Dinan – barmanul
- Yves Arcanel – un inspector
- Monique Morisi
- Anne Vallon
- Luce Fabiole
- Dominique Davray

## Lansare
Filmul Coplan își asumă riscul a avut premiera în Franța pe data de 6 mai 1964.
În România premiera filmului a avut loc la data de 11 iulie 1966 la cinematografele „Luceafărul”, „Excelsior” și „Doina” (grădină) din capitală.